# Appartement art déco de Bourgoin-Jallieu
L'appartement art déco de Bourgoin-Jallieu se situe au n° 2 de la rue de la République de la ville isèroise,  dans un immeuble à la sobre façade principale, seulement animée d'un balcon et d'une génoise du XVIIIe siècle. La façade sur cour, accessible par un porche, est bien plus animée, avec la chatoyante verrière d'un jardin d’hiver au premier étage, adossée à une tour de fantaisie très ornée. 
Pour son décor, il est labellisé patrimoine en Isère avec la dénomination officielle d'« appartement avec jardin d'hiver et verrière "art déco", 2 Rue de la République »

## Histoire
Selon le témoignage de la dernière propriétaire, Mme Bataillard, au XIXe siècle l'immeuble était la maison de la famille Badin qui possédait un entrepôt sucrier à côté. Ensuite, l'appartement devint un cabinet d'avocats avant de retourner à sa première destination d'usage comme lieu d'habitation privé.

## Description
À l'opposé du bâtiment principal, la tour « fantaisie » contre laquelle s'adosse le jardin d'hiver comporte une toiture soulignée par une frise de médaillons peints en trompe-l’œil et dont les baies sont également ornées de verrières du même esprit « art déco ».
Une porte sur le côté de la tour, au niveau de la terrasse, est condamnée : elle servait probablement, à l'époque de l'activité de la sucrerie, à relier l'entrepôt à la maison.